# Írásjel
Az írásjel olyan jelek megnevezése, amelyek egy szöveg betűit, írásjegyeit egészítik ki.

## Értelmezése
A szónak több különböző értelmezése van; a legszűkebbtől a tágabb felé haladva az alábbiak:
1. Mindenekelőtt a központozási jeleket foglalja magába, amelyek a leírt mondat tagolását, hangsúlyát stb. jelzik.[1] (Itt említendő a pont, vessző, kérdőjel, felkiáltójel, kettőspont, pontosvessző, gondolatjel, zárójel, idézőjel és a három pont.)
2. A kötőjel is ebbe a csoportba tartozik,[2] bár nem a mondat tagolását, hangsúlyozását befolyásolja, hanem helyesírási szerepet tölt be. (A szóköz hasonló szerepű, bár nem szokás az írásjelek közé sorolni; l. még folyamatos írás).
3. Az írásjegyeket (grafémákat) kiegészítő jelek szintén ide tartoznak, így a diakritikus jelek (ékezetek, mellékjelek).[1]
4. Ide soroljuk továbbá azokat a jeleket, amelyek írásban valamely szót vagy szövegrészt helyettesítenek, például a paragrafusjel (§).[1] A gyakrabban használt egyéb írásjelek között sorolja fel az AkH.11 275. konkrétan az összeadás +, kivonás −, szorzás · és osztás : jelét, az egyenlőségjelet, a százalékjelet, a vagylagosság, ill. a tört szám jelét, a „fordíts!” jelet, a jegyzet jeleként a csillagot és a lábjegyzetjelet (pl. ¹), az ismétlés jelét (″), a hiány jelét (’), a fok jelét, valamint az ismétlődés és a megfelelés jelét (~).
A fentiek analógiája nyomán szintén ide sorolhatók az alábbiak is: aláhúzásjel, bekezdésjel, díszpont, háztető, és jel, fordított törtvonal, kereszt, kukac, számjel, virgula és hasonlók, ideértve a pénznemek jelét.
5. Végül írásjelnek nevezzük a közlésre szolgáló vésett, festett, írott jeleket is („ősi írásjelek”),[1] sőt tágabb értelemben akár magukat az írásjegyeket is nevezhetjük írásjelnek.[1]

## Más jelek elkülönítése
Nem tartoznak az írásjelek közé – bár szintén szöveget vagy szövegrészt helyettesíthetnek (vö. 4. pont) – az alábbiak:
- A betűkből álló rövidítések, így a mértékegységek jele (pl. kg), a fizikai mennyiségek jele (pl. v – sebesség), a vegyjelek (pl. Fe), a matematikai jelölések (pl. sin), az országnevek és országjelzések kódjai (pl. HU), az égtájak (pl. ÉK) és más rövidítések, vö. 278. és 282.,
- a számjegyek,
- a formázókarakterek (pl. behúzás, tabuláció, félkövér szedés eleje és vége) és a vezérlőkarakterek (pl. soremelés),
- valamint a különböző jelképek, egyéb alakzatok.

Magukat a betűket sem nevezzük általában írásjeleknek, és jellemzően nem soroljuk ide a szótagokat, szavakat jelölő írásjegyeket (grafémákat) sem (például a kínai írás karaktereit).